# Бледско острво
Бледско острво (словен. Blejski otok) мало је кречњачко острво је смештено на западној страни Бледског језера, општина Блед, Словенија. На врху острва смештена је средњовековна, неоготска, црква Успења из 15. века, по којој је, како само острво, тако и читаво језеро, веома познато. Црква је обновљена током барока, а из тог периода потиче и звоник смештен непосредно уз цркву. Недалеко од цркве смештене су једине две куће на острву, које су са црквом повезане величанственим степеништем. Површина Бледског острва износи свега 0,82 хектара, а смештено је на надморској висини од 18 метара. Острво је 1999. године проглашено за споменик од националног значаја и уврштено у списак непокретног културног наслеђа Словеније.

## Настанак
Острво је настало тектонским покретима и деловањем речне ерозије у плеистоцену. Касније је, глацијалним деловањем, острво додатно трансформисано, смањено и заобљено, када је и добило данашњи изглед.

## Туризам
Бледско острво је веома популарна туристичка дестинација Словеније. Поред цркве, која је свакако најпознатије обележје острва, туристичку атракцију представља и степениште које води до исте, потом статуа Марије Магдалене, а и готички светионик смештен близу јужног дела цркве.